# Jonnu Smith
Pour les articles homonymes, voir Smith.
(en) Statistiques sur pro-football-reference
Jonnu Andre Smith, né le 22 août 1995 à Philadelphie, est un joueur américain de football américain. Il joue tight end en National Football League (NFL).

## Biographie

### Carrière universitaire
Étudiant à l'université internationale de Floride, il a joué pour l'équipe des Panthers de FIU de 2013 à 2016. 

### Carrière professionnelle
Il est sélectionné par les Titans du Tennessee au troisième tour, en 100e position, lors de la draft 2017 de la NFL. Il signe par la suite un contrat de 4 ans avec les Titans.
Il signe en mars 2021 un contrat de 4 ans avec les Patriots de la Nouvelle-Angleterre.

## Statistiques
| Année | Équipe              | MJ |     | Passes réceptionnées | Passes réceptionnées | Passes réceptionnées | Passes réceptionnées |       | Courses | Courses | Courses | Courses |
| Année | Équipe              | MJ | Nb. | Yards                | Moy.                 | TD                   | Nb.                  | Yards | Moy.    | TD      |         |         |
| 2017  | Titans du Tennessee | 16 | 18  | 157                  | 8,7                  | 2                    | -                    | -     | -       | -       |         |         |
| 2018  | Titans du Tennessee | 13 | 20  | 258                  | 12,9                 | 3                    | -                    | -     | -       | -       |         |         |
| 2019  | Titans du Tennessee | 16 | 35  | 439                  | 12,5                 | 3                    | 4                    | 78    | 19,5    | 0       |         |         |
| 2020  | Titans du Tennessee | 12 | 32  | 358                  | 11,2                 | 7                    | 2                    | 4     | 2       | 1       |         |         |